# Thrash metal alemão
Thrash metal alemão (ou Thrash metal teutônico) é uma cena regional de thrash metal originada na Alemanha nos anos 80. Ao lado do Thrash metal da Bay Area, é uma das maiores cenas do thrash metal dos anos 80.

## História

### Início
Duas bandas influentes para o início do Thrash teutônico foram o Destruction, de Lörrach, e o Holy Moses, de Aachen. Após ouvirem Venom, muitas bandas mudaram seu som em questão de semanas para um novo e definitivo som. Outras bandas seguiram o mesmo caminho.
Em 1982, a banda Sodom, de Gelsenkirchen, lançou sua primeira demo, Witching Metal.[carece de fontes?] No início da carreira, o Sodom era altamente influenciado pelo NWOBHM, tanto que sua formação de trio era inspirada em bandas como Motörhead, Tank, Raven e Venom, que também tinham três membros na formação. Seu estilo continha vocais rasgados, riffs de guitarra palm mute, e uso de pedais duplo de bateria intensos. Somente com o lançamento do seu segundo LP, Persecution Mania, e com a entrada do guitarrista Frank Blackfire eles se distanciaram do seu som original e os temas líricos passaram a ser o comum do thrash metal conhecido hoje. O Kreator, formado em Essen, lançou seu álbum de estreia, Endless Pain em 1985. O Destruction lançou seu primeiro álbum completo, Infernal Overkill,[carece de fontes?] no mesmo ano. Também por volta dessa época, a gravadora alemã SPV criou a etiqueta Steamhammer, um selo feito para assinar principalmente com bandas de Metal. A Noise Records foi fundada pouco depois. Esses dois selos ajudariam a divulgar a cena do thrash metal alemão pelo mundo.
O Thrash Metal Teutônico não teve representantes só da Alemanha, mas também da Áustria e Suíça. A maior banda fora da Alemanha que fez parte da cena foi o Coroner, com um thrash altamente técnico e progressivo que teve destaque por sua temática obscura, acompanhada com um excelente trabalho de guitarra de Tommy Vetterli.

### Década de 90
Nos anos 90, o thrash alemão foi considerado fora de moda e não teve mais tantos ouvintes quanto anteriormente. Enquanto o rock alternativo havia feito a música parecer muito leve e calma: o death metal e black metal levaram a música para o lado mais extremo já visto; o power metal de grupos como Helloween, Gamma Ray e Blind Guardian (bandas que foram influenciadas pelo thrash metal em termos de som) tomaram a atenção na cena metálica alemã. Muitas bandas logo se separaram ou mudaram seu som, resultando numa reação ainda maior contra a cena. O Kreator tornou sua música melódica com influências de gótico e industrial, enquanto o Sodom deixava de lado seu estilo death/thrash e adotava uma sonoridade hardcore punk. O Destruction enfrentou um período de instabilidade após a saída de seu frontman, Schmier, mas lançou um álbum sem ele  (Cracked Brain). Em seguida, tentaram fazer um som mais acessível a rádio com um álbum menos "thrash", o mal sucedido The Least Successful Human Cannonball. Enquanto isso, Schmier começaria o projeto Headhunter para alcançar algum sucesso com uma série de três álbuns de power-thrash, com um som similar a alguns discos do Rage.

### Trio do Thrash metal alemão
Esse termo refere-se às três maiores bandas da cena: Kreator, Sodom e Destruction.
Em 2000/2001, os três grupos fizeram uma turnê juntos para divulgar seus novos álbuns que traziam a sonoridade Old School do thrash de volta à tona.

## Bandas notáveis
| - Assassin - Bloody Cross [Cristão] - Desaster - Destruction - Dew-Scented - Exumer | - Grinder - Holy Moses - Iron Angel - Kreator - Living Death | - Mekong Delta - Sacred Chao - Sodom - Tankard |

### Principais álbuns
- Kreator - Endless Pain, Coma of Souls, Extreme Aggression e Terrible Certainty;
- Sodom - Agent Orange, Obsessed by Cruelty, Persecution Mania e M-16;
- Destruction - Eternal Devastation, Release from Agony, Infernal Overkill e Cracked Brain;
- Tankard - Zombie Attack, Chemical Invasion, The Morning After e Stone Cold Sober.